# Literatura de Honduras

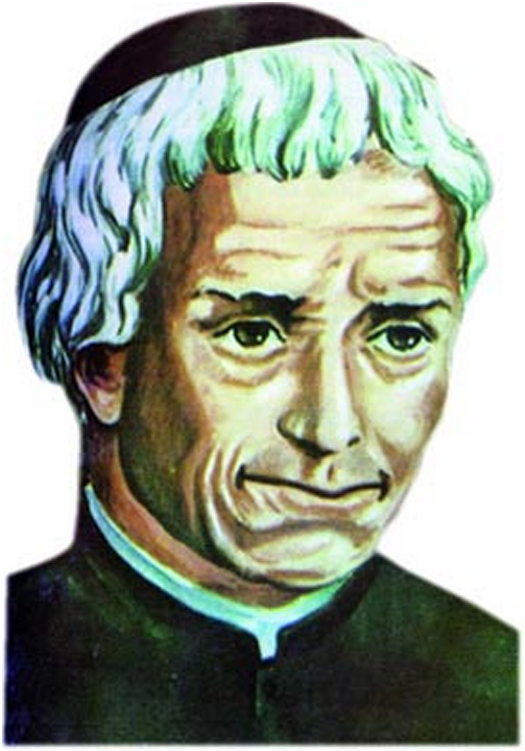
José Trinidad Reyes

La literatura de Honduras da inicio en el siglo XVII, con Antonio de Paz y Salgado, nacido en Tegucigalpa, provincia de Honduras cuando esta pertenecía a la jurisdicción de la Real Audiencia de Guatemala, debió considerarse a sí mismo guatemalteco, pero es tenido por el primer autor literario conocido de Honduras. Pasando al siglo XVIII, existe documentación que ubica a José Trinidad Reyes (1797-1855) como el iniciador de la poesía en el país. El poeta nicaragüense Rubén Darío describe la obra del padre Reyes en los siguientes términos: «este es el poeta sencillo, aunque a veces volara lleno de las audacias de una inspiración soberbia. Sus principales producciones fueron escritas para ser representadas o cantadas. A veces autos sacramentales, a veces pastorelas y villancicos. Aún en los pueblos que conservan sabor de lo pasado se representan las segundas en las noches de pascua. Placía sus versos el padre para ser entendidos por los rústicos, y, en verdad, que hay en todos perfume de égloga, dulzura de miel de abeja». En el siglo XIX, destacaron dos intelectuales que sentaron las bases literarias en Honduras. El primero de ellos, Froylán Turcios (1875-1943), publicó su primera obra, Mariposas, en 1895, pero fue su novela El vampiro (publicada en 1910) lo que le dio a la literatura hondureña una nueva perspectiva, inclinándose al modernismo y tomando conceptos argumentativos de la literatura latinoamericana general. Y el segundo de ellos, Juan Ramón Molina (1875-1908), es considerado el más grande poeta que haya tenido Honduras, su estilo modernista rompió el molde del romanticismo latinoamericano. La obra de Juan Ramón Molina estuvo influenciada fuertemente por Rubén Darío, a quien conoció en 1890. El escritor y militar, Carlos F. Gutiérrez (1861-1899) publicó su novela Angelina en 1884, siendo la primera novela publicada en Honduras, y no Adriana y Margarita, publicada en 1893 por Lucila Gamero de Medina (1873-1964), como se pensaba. En 1908, Lucila Gamero de Medina publica Blanca Olmedo, la cual es probablemente el libro más destacado de la literatura novelística hondureña, no tanto por su calidad literaria, sino por su anacrónica crítica social. Lucila Gamero de Medina es considerada la primera autora hondureña y una de las más destacadas en la historia del país.
En el siglo XX, la literatura hondureña avanza hacia un estilo más realista. Ramón Amaya Amador (1916-1966) es considerado por muchos como el escritor más importante en la historia de la literatura hondureña, su opus magnum Prisión Verde, publicada en 1945 es una prueba irrefutable del desarrollo de la novela realista en la literatura del país, dicha novela fue declarada tesoro cultural nacional en 1991. En 1969, Julio Escoto (1944), uno de los más prominentes novelistas de Honduras, publica su primera obra, La balada del herido pájaro y otros cuentos, bajo la estricta supervisión de otra importante intelectual del siglo XX, Leticia de Oyuela (1938-2008). Durante el siglo XX, la narrativa hondureña se nutre de las obras literarias del ya mencionado Julio Escoto, así como de otros autores como Marcos Carías Zapata (1938-2018), Eduardo Bähr (1940), Ernesto Bondy Reyes (1947), Jorge Luis Oviedo (1957), entre otros. Roberto Sosa (1930-2011) hizo lo propio con la poesía del siglo XX, llegando a ser considerado el poeta más prestigioso de Honduras, solo después de Juan Ramón Molina. Destaca también durante este siglo la obra de Helen Umaña (1942), que se inclina por el ensayo y la crítica.
Durante el siglo XXI, muchos autores hondureños surgen en distintas ramas de la literatura como la narrativa, la poesía o incluso el ensayo. Varios escritores galardonados internacionalmente: Giovanni Rodríguez (1980), Raúl López Lemus (1970), Azucena Ordoñez Rodas (1968) y Kalton Harold Bruhl (1976) destacan como las figuras más representativas de la narrativa hondureña de este nuevo siglo. En 2006, J. H. Bográn (1972) publicó Treasure Hunt, siendo el primer libro escrito por un hondureño publicado por una editorial en formato libro electrónico.

## Escritores por siglo

### Escritores delsigloXIX

#### Escritores masculinos delsigloXIX
| Autor                     | Nacimiento                                        | Fallecimiento                                     | Género(s) literario    |
| Alberto de Jesús Membreño | Tegucigalpa 1859                                  | Tegucigalpa 6 de febrero de 1921                  | Ensayo                 |
| Augusto C. Coello         | Tegucigalpa 1 de septiembre de 1882               | San Salvador, El Salvador 8 de septiembre de 1941 | Poesía                 |
| Carlos F. Gutiérrez       | Tegucigalpa 1861                                  | Tegucigalpa 1 de julio de 1899                    | Poesía, novela         |
| Francisco Cruz Castro     | Santa Ana, Cap. de Guatemala 4 de octubre de 1820 | La Esperanza 20 de mayo de 1895                   | Ensayo                 |
| Francisco Morazán         | Tegucigalpa 3 de octubre de 1792                  | San José, Costa Rica 15 de septiembre de 1842     | Ensayo                 |
| Froylán Turcios           | Juticalpa 7 de julio de 1875                      | San José, Costa Rica 19 de noviembre de 1943      | Novela, cuento, poesía |
| Gonzalo Guardiola         | Comayagua 10 de enero de 1848                     | Honduras 22 de marzo de 1903                      | Poesía                 |
| Juan Ramón Molina         | Comayagüela 17 de abril de 1875                   | San Salvador, El Salvador 2 de noviembre de 1908  | Poesía                 |
| José Antonio Domínguez    | Juticalpa 2 de febrero de 1869                    | Juticalpa 5 de abril de 1903                      | Poesía                 |
| José Cecilio del Valle    | Choluteca 22 de noviembre de 1777                 | Juticalpa 2 de marzo de 1834                      | Poesía, ensayo         |
| José Trinidad Reyes       | Tegucigalpa 11 de junio de 1797                   | Tegucigalpa 20 de septiembre de 1855              | Poesía                 |
| Ramón Rosa                | Tegucigalpa 14 de julio de 1848                   | Tegucigalpa 28 de mayo de 1893                    | Poesía                 |
| Rómulo Ernesto Durón      | Comayagüela 6 de julio de 1865                    | Tegucigalpa 13 de agosto de 1942                  | Ensayo                 |

#### Escritoras femeninas delsigloXIX
| Autora                  | Nacimiento                | Fallecimiento                      | Género(s) literario |
| Lucila Gamero de Medina | Danlí 12 de junio de 1873 | San Pedro Sula 23 de enero de 1964 | Novela              |

### Escritores delsigloXX

#### Escritores masculinos delsigloXX
| Autor                    | Nacimiento                             | Fallecimiento                                      | Género(s) literario     |
| Alexis Ramírez           | San Pedro de Tutule 1943               | —                                                  | Poesía                  |
| Alfonso Guillén Zelaya   | Juticalpa 27 de junio de 1887          | Ciudad de México, México 4 de septiembre de 1947   | Poesía                  |
| Antonio José Rivas       | Comayagua 1925                         | Comayagua 14 de abril de 1995                      | Poesía                  |
| Arturo Alvarado          | Honduras 1944                          | Tegucigalpa 4 de septiembre de 2005                | Ensayo                  |
| Arturo Mejía Nieto       | La Esperanza 3 de junio de 1889        | Buenos Aires, Argentina 19 de marzo de 1972        | Ensayo, novela, cuento  |
| César Augusto Coto Umaña | Ocotepeque 21 de mayo de 1931          | —                                                  | Poesía                  |
| Edilberto Cardona Bulnes | Comayagua 17 de mayo de 1935           | Comayagua 2 de julio de 1991                       | Poesía                  |
| Eduardo Bähr             | Tela 23 de septiembre de 1940          | —                                                  | Novela, cuento, ensayo  |
| Felipe Elvir Rojas       | Danlí 17 de junio de 1927              | Tegucigalpa 11 de agosto del 2005                  | Poesía                  |
| Ernesto Bondy Reyes      | Tegucigalpa 3 de julio de 1947         | —                                                  | Novela, cuento          |
| Héctor Leyva             | Honduras 1963                          | —                                                  | Ensayo                  |
| Jorge Amaya              | Tegucigalpa 8 de mayo de 1970          | —                                                  | Ensayo                  |
| Jorge Luis Oviedo        | La Libertad 4 de diciembre de 1957     | —                                                  | Cuento, novela, poesía  |
| Jorge Medina García      | Olanchito 24 de abril de 1948          | —                                                  | Novela                  |
| Jorge Montenegro         | Tegucigalpa 15 de febrero de 1940      | Tegucigalpa 8 de febrero de 2018                   | Ensayo                  |
| José Adán Castelar       | Olanchito 9 de abril de 1941           | Tegucigalpa 24 de diciembre de 2017                | Poesía                  |
| José Antonio Funes       | Honduras 1963                          | —                                                  | Poesía                  |
| José Luis Quesada        | Olanchito 22 de septiembre de 1948     | Tegucigalpa 23 de septiembre de 2019               | Poesía, cuento          |
| Juan Ramón Saravia       | Petoa 25 de junio de 1951              | —                                                  | Poesía, ensayo          |
| Julio Escoto             | San Pedro Sula 28 de febrero de 1944   | —                                                  | Novela, cuento, ensayo  |
| Leonel Alvarado          | San Jerónimo 1967                      | —                                                  | Poesía, ensayo, cuento  |
| Longino Becerra          | San Jerónimo 5 de mayo de 1932         | Tegucigalpa 24 de marzo de 2018                    | Ensayo                  |
| Luis Landa Escober       | Cedros 28 de diciembre de 1875         | Tegucigalpa 1977                                   | Ensayo                  |
| Manuel de Jesús Pineda   | Petoa 1962                             | —                                                  | Novela, ensayo          |
| Marcos Carías Zapata     | Tegucigalpa 15 de noviembre de 1938    | Tegucigalpa 22 de diciembre de 2018                | Novela, cuentos, ensayo |
| Mario Gallardo           | Honduras 1962                          | —                                                  | Cuentos                 |
| Martín Alvarado          | San Juan de Flores 30 de enero de 1896 | Tegucigalpa 20 de agosto de 1981                   | Ensayo                  |
| Miguel Morazán           | San Juan de Flores 17 de mayo de 1897  | Tegucigalpa 5 de noviembre de 1946                 | Ensayo                  |
| Nelson Merren            | La Ceiba 10 de diciembre de 1931       | —                                                  | Poesía                  |
| Nery Alexis Gaitán       | Danlí 19 de marzo de 1961              | —                                                  | Novela, cuentos         |
| Óscar Acosta             | Tegucigalpa 14 de abril de 1933        | Tegucigalpa 16 de julio de 2014                    | Poesía, ensayo          |
| Pompeyo del Valle        | Tegucigalpa 26 de octubre de 1929      | Comayagua 23 de agosto de 2018                     | Poesía                  |
| Pompilio Ortega          | La Libertad 15 de diciembre de 1890    | Honduras 1959                                      | Ensayo                  |
| Rafael Heliodoro Valle   | Tegucigalpa 3 de julio de 1891         | Ciudad de México, México 29 de julio de 1959       | Ensayo                  |
| Rafael Rivera            | Honduras 1956                          | —                                                  | Poesía                  |
| Ramón Amaya Amador       | Olanchito 29 de abril de 1916          | Bratislava, Checoslovaquia 24 de noviembre de 1966 | Novela                  |
| Rigoberto Paredes        | Santa Bárbara 26 de abril de 1948      | Tegucigalpa 9 de marzo de 2015                     | Poesía, ensayo          |
| Roberto Castillo         | El Salvador 1950                       | Tegucigalpa 2 de enero de 2008                     | Novela, ensayo          |
| Roberto Sosa             | Yoro 18 de abril de 1930               | Tegucigalpa 23 de mayo de 2011                     | Poesía                  |
| Rolando Kattán           | Tegucigalpa 1979                       | —                                                  | Novela, ensayo          |
| Rony Bonilla             | Choluteca 1956                         | Tegucigalpa 21 de marzo de 2010                    | Cuento                  |
| Samuel Trigueros         | Tegucigalpa 7 de febrero de 1967       | —                                                  | Ensayo, cuento          |
| Santos Juárez Fiallos    | Comayagüela 11 de julio de 1916        | Honduras 2005                                      | Novela, cuento          |
| Teófilo Trejo            | La Lima 5 de marzo de 1941             | San Pedro Sula 18 de marzo de 2016                 | Cuento                  |
| Tulio Galeas             | La Ceiba 1942                          | —                                                  | Poesía                  |
| Víctor Cáceres Lara      | Gracias 19 de febrero de 1915          | Tegucigalpa 10 de mayo de 1993                     | Cuento, ensayo          |
| Víctor Manuel Ramos      | Camasca 29 de septiembre de 1946       | —                                                  | Poesía, ensayo          |

#### Escritoras femeninas delsigloXX
| Autora                      | Nacimiento                                 | Fallecimiento                              | Género(s) literario     |
| Amanda Castro               | Tegucigalpa 12 de octubre de 1962          | Honduras 19 de marzo de 2010               | Poesía                  |
| Ana María Alemán            | Kōbe, Japón 1940                           | —                                          | Poesía                  |
| Ángela Valle                | Comayagüela 7 de enero de 1927             | Tegucigalpa 9 de mayo de 2003              | Poesía                  |
| Argentina Díaz Lozano       | Santa Rosa de Copán 5 de diciembre de 1909 | Tegucigalpa 13 de agosto de 1999           | Cuentos, novela, ensayo |
| Armida García               | Tegucigalpa 1971                           | —                                          | Poesía                  |
| Carmen Fiallos Tabora       | Santa Rosa de Copán 1925                   | Tegucigalpa 24 de mayo de 2016             | Ensayo                  |
| Clementina Suárez           | Juticalpa 12 de mayo de 1902               | Tegucigalpa 1991                           | Poesía                  |
| Elvia Castañeda             | Comayagua 15 de febrero de 1932            | Tegucigalpa 1 de julio de 2014             | Ensayo, guion teatral   |
| Francesca Randazzo Eisemann | Tegucigalpa 1973                           | —                                          | Ensayo                  |
| Francisca Navas             | Juticalpa 1883                             | Seattle, Estados Unidos 1 de julio de 2014 | Novela                  |
| Graciela Bográn             | San Nicolás 19 de octubre de 1896          | San Pedro Sula 2000                        | Ensayo                  |
| Helen Umaña                 | Ocotepeque 1942                            | —                                          | Ensayo                  |
| Irma Becerra                | Honduras                                   | —                                          | Ensayo                  |
| Juana Pavón                 | San Marcos de Colón 19 de julio de 1945    | Tegucigalpa 28 de marzo de 2019            | Poesía                  |
| Leticia de Oyuela           | Tegucigalpa 20 de agosto de 1935           | 23 de enero de 2008                        | Ensayo                  |
| Lety Elvir                  | San Pedro Sula 10 de octubre de 1966       | —                                          | Poesía                  |
| María Eugenia Ramos         | Tegucigalpa 26 de noviembre de 1959        | —                                          | Poesía                  |
| María Trinidad del Cid      | Magdalena 20 de mayo de 1899               | Tegucigalpa 19 de noviembre de 1966        | Ensayo                  |
| Mercedes Agurcia            | Tegucigalpa 8 de septiembre de 1903        | Caracas, Venezuela 1 de octubre de 1980    | Cuento, novela          |
| Rebeca Becerra              | Tegucigalpa 1970                           | —                                          | Poesía, ensayo          |
| Victoria Bertrand           | Juticalpa 1907                             | México 4 de septiembre de 1952             | Poesía                  |

### Escritores delsigloXXI

#### Escritores masculinos delsigloXXI
| Autor                     | Nacimiento                            | Fallecimiento                      | Género(s) literario    |
| César Indiano             | Orica 1967                            | —                                  | Ensayo, cuento, novela |
| Danny Joz                 | Olanchito 28 de mayo de 1979          | —                                  | Poesía                 |
| Darío Cálix               | San Pedro Sula 24 de junio de 1988    | —                                  | Poesía, cuento         |
| Dennis Arita              | La Lima 1969                          | —                                  | Cuento                 |
| Eduardo Dubón             | Choloma 1981                          | —                                  | Novela                 |
| Elvin Munguía             | Honduras 1995                         | —                                  | Cuento, poesía         |
| Ernesto Bondy Reyes       | Tegucigalpa 3 de julio de 1947        | —                                  | Novela                 |
| Fabricio Estrada          | Sabanagrande 1974                     | —                                  | Poesía                 |
| Fernando Aparicio         | Puerto Cortés 1964                    | —                                  | Novela                 |
| Gabriel Bandes            | Tegucigalpa 1992                      | —                                  | Poesía                 |
| Giovanni Rodríguez        | San Luis 1980                         | —                                  | Novela, cuento, poesía |
| Glenn Lardizábal Navarro  | Nacaome 1972                          | —                                  | Cuento                 |
| Gustavo Campos            | San Pedro Sula 29 de enero de 1984    | San Pedro Sula 13 de enero de 2021 | Poesía, ensayo         |
| J. H. Bográn              | San Pedro Sula 1972                   | —                                  | Novela                 |
| Javier Abril Espinoza     | Honduras 1967                         | —                                  | Novela, cuento         |
| Javier Suazo Mejía        | Tegucigalpa 14 de julio de 1967       | —                                  | Novela, cuento         |
| Jorge Menelio Tróchez     | Atima 27 de febrero de 1986           | —                                  | Poesía                 |
| José Zelaya               | Tegucigalpa 14 de enero de 1998       | —                                  | Novela, cuento         |
| Juan F. Sánchez           | San Pedro Sula 26 de enero de 1998    | —                                  | Ensayo                 |
| Kalton Harold Bruhl       | Tegucigalpa 1976                      | —                                  | Novela, cuento         |
| Luis Lezama Bárcenas      | Tegucigalpa 1995                      | —                                  | Poesía, cuento         |
| Marco Antonio Madrid      | Tegucigalpa 1968                      | —                                  | Poesía                 |
| Marel Alfaro Zúñiga       | San Pedro Sula 24 de octubre de 1989  | —                                  | Novela                 |
| Pablo Andrés Mejía Lezama | Tegucigalpa 20 de septiembre de 2003  | —                                  | Cuento                 |
| Raúl López Lemus          | San Pedro Sula 5 de noviembre de 1970 | —                                  | Novela                 |
| Rosell Montes             | El Progreso 10 de mayo de 1982        | —                                  | Ensayo                 |
| Salvador Madrid           | Honduras 1978                         | —                                  | Poesía                 |
| Xavier Panchamé           | El Progreso 1994                      | —                                  | Cuento                 |

#### Escritoras femeninas delsigloXXI
| Autora                            | Nacimiento                             | Fallecimiento                      | Género(s) literario  |
| Ana Melissa Merlo                 | Danlí 1969                             | —                                  | Poesía, ensayo       |
| Azucena Ordóñez Rodas             | Tegucigalpa 1968                       | —                                  | Poesía, novela       |
| Claudia Zablah                    | El Salvador 2 de febrero de 1978       | —                                  | Autoayuda            |
| Elia Santos                       | San Pedro Sula 1989                    | —                                  | Novela               |
| Génesis André                     | Honduras 1999                          | —                                  | Novela juvenil       |
| Ingrid Carolina Amaya Hernández   | San Pedro Sula 1976                    | —                                  | Poesía               |
| Karen E. Guzmán                   | Honduras 1990                          | —                                  | Novela               |
| María Cristina Pineda Suazo       | Honduras 1954                          | —                                  | Ensayo               |
| María de los Ángeles López Alfaro | Macuelizo 1945                         | —                                  | Poesía               |
| Marta Susana Prieto               | Puerto Cortés 1944                     | —                                  | Novela, poesía       |
| Mayra Oyuela                      | Tegucigalpa 29 de junio de 1982        | —                                  | Poesía               |
| Mimí Panayotti                    | La Lima 1938                           | San Pedro Sula 31 de marzo de 2023 | Literatura religiosa |
| Raquel Rosales                    | Olanchito 1976                         | —                                  | Poesía               |
| Soledad Altamirano Murillo        | Lejamaní 1962                          | —                                  | Poesía               |
| Thelma Mejía                      | San Lorenzo 1966                       | —                                  | Ensayo               |
| Vanessa R’D López                 | San Pedro Sula 5 de septiembre de 1992 | —                                  | Novela juvenil       |
| Wendy Vanessa Nóchez              | Jesús de Otoro 2001                    | —                                  | Ensayo               |